# Sneremåla
Sneremåla er en landsby i Vissefjärda sogn i Emmaboda kommun, Kalmar län i Sverige. Landsbyen ligger 8 kilometer sydvest for Vissefjärda og i landsbyen er der flere gårde, Sneremåla Östergård (Sneremåla Østgård), Sneremåla Västergård (Sneremåla Vestgård) og Sneremåla Gård.
"Nätterhövden" og "Sidlången" er de to største søer i landsbyen. "Nätterhövden" strækker sig over hele det sydlige Sneremåla og Guttamåla og i den nordlige del af Buskahult. Der er også en lille sø på grænsen til Kroksmåla kaldet Kråkgöl. Disse tre søer har små bække mellem hinanden.
I Sneremåla er der mange marker og enge  med stenmure fra 1800-tallet.